# کادووبیتس
کادووبیتس (به لهستانی:  Kadłubiec) یک روستا در لهستان است که در گمینا لشنگتسا واقع شده‌است.